# Varanus salvator
Il varano d'acqua asiatico (Varanus salvator (Laurenti, 1768)), noto anche come varano d'acqua comune, è una grande lucertola varanide originaria del Sud e del Sud-est asiatico. Si tratta di una delle specie di varani più comuni in Asia, ed il suo areale va dallo Sri Lanka e le coste nord-est dell'India fino all'Indocina, la penisola malese, e le isole indonesiane, prediligendo gli ambienti ricchi di sorgenti d'acqua. È elencato come a rischio minimo nella Lista Rossa IUCN. Venne descritto da Laurenti nel 1768, ed è tra gli squamati più grandi al mondo.
Il varano d'acqua asiatico è noto anche sotto il nome di varano d'acqua malese, varano d'acqua comune, varano fasciato, lucertola delle risaie, lucertola dagli anelli e lucertola delle praterie, così come semplicemente varano d'acqua.

## Etimologia

Iconografia zoologica di Varanus salvador, dalla collezione dell'Università di Amsterdam

Il nome generico Varanus deriva dalla parola araba waral ( ورل ), che si traduce come "guardiano". Il nome specifico, salvator, è la parola latina per "salvatore", che denota una possibile connotazione religiosa. Il varano d'acqua viene occasionalmente confuso con il varano coccodrillo (V. salvadorii) a causa dei loro nomi scientifici simili.
In Thailandia, la parola locale per indicare questi animali, hia ( เหี้ย ), è anche usata come una parola offensiva per le cose cattive, comprese persone cattive. Si pensa anche che questa parola porti sfortuna, per questo alcune persone preferiscono chiamare questi animali "argento-e-oro" ( ตัว เงิน ตัว ทอง ) per evitare di attirare la sfortuna su di sé. L'origine offensiva di questa parola potrebbe risalire ad un'epoca in cui più persone vivevano nelle zone rurali del sud-est asiatico, nelle immediate vicinanze del territorio di questi rettili. Tradizionalmente, gli abitanti dei villaggi thailandesi vivevano in case a due piani; il piano superiore era adibito alla vita domestica, mentre il piano terra era progettato come uno spazio per animali domestici come maiali, galline e cani. I varani d'acqua erano soliti intrufolarsi nel piano terra di queste abitazioni per fare razzia di animali domestici; da questo comportamento deriva il secondo nome locale dtua gin gai ( ตัว กิน ไก่, ossia "divoratore di polli") o nong chorakae (น้อง จระเข้, ossia "fratello minore del coccodrillo" o "piccolo coccodrillo"). Talvolta è anche chiamato ta kuat (ตะกวด), che in realtà è il nome locale del varano del Bengala (V. bengalensis).
In indonesiano e malese, il varano d'acqua asiatico è chiamato biawak air, anche se a causa della sua prevalenza viene semplicemente indicato come biawak.
Il nome locale del varano d'acqua asiatico nello Sri Lanka è, invece, kabaragoya, che però denota una sottospecie dalle caratteristiche morfologiche distintive.

## Descrizione

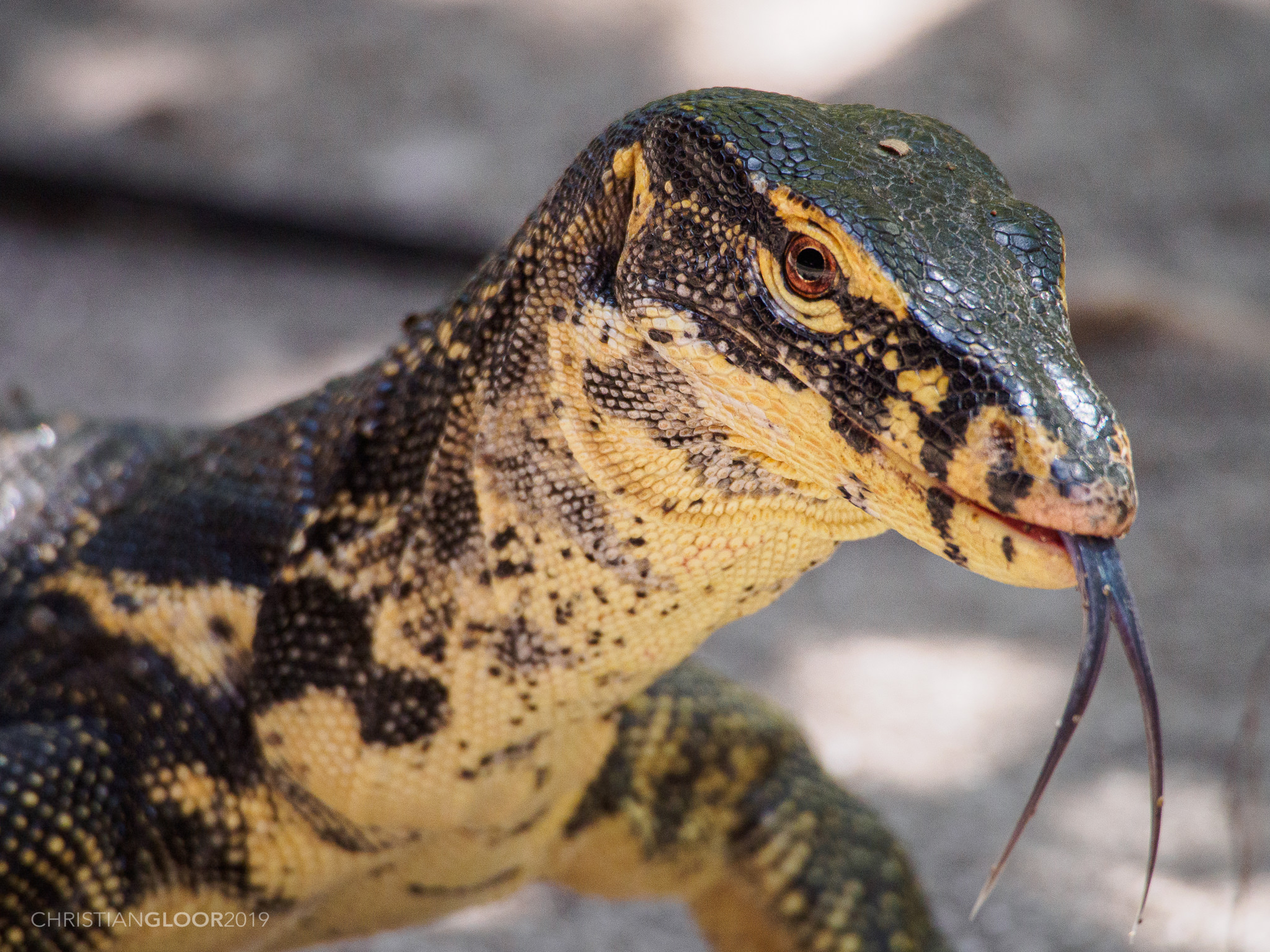
Primo piano di un esemplare adolescente

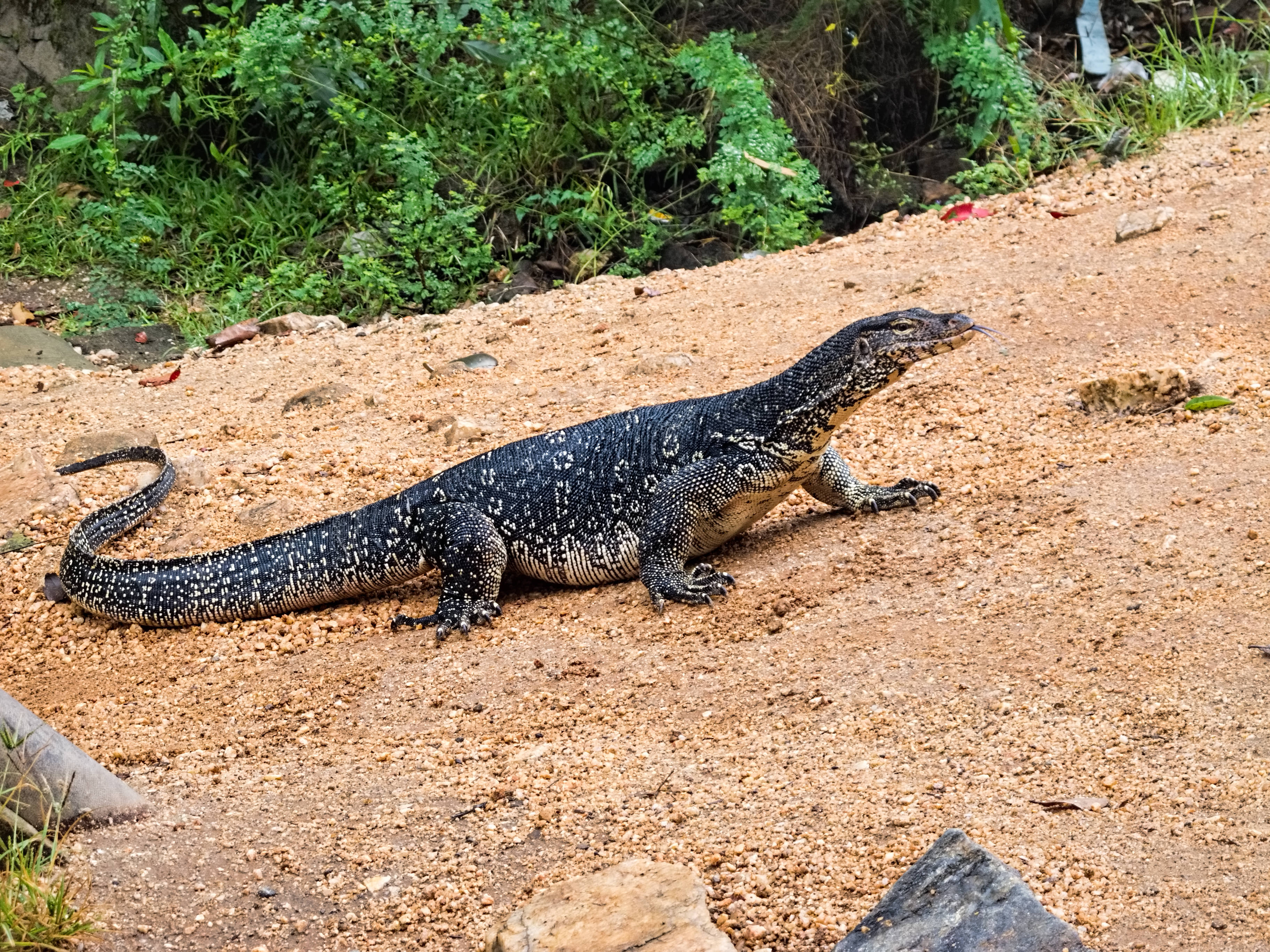
Un esemplare adulto

Il varano d'acqua asiatico è una delle più grandi specie di varano esistenti. La maturità sessuale viene raggiunta quando l'animale raggiunge determinate dimensioni, che per i maschi sono 50-60 centimetri (16 pollici) di lunghezza per un peso di 1 kg (2,2 libbre), mentre per le femmine è una lunghezza di 50 centimetri (20 pollici). Tuttavia, questi animali crescono per tutta la vita, ed i maschi sono generalmente più grandi delle femmine. Gli adulti raramente superano i 1,5–2 metri (4,9–6,6 piedi) di lunghezza, sebbene l'esemplare più grande mai registrato, proveniente dallo Sri Lanka, misurava 3,21 metri (10,5 piedi) di lunghezza. Il peso medio di un esemplare adulto di V. salvator è generalmente di 19,5 kg (43 libbre). Tuttavia, lo studio di 80 esemplari maschi, uccisi per il commercio delle pelli a Sumatra, presentavano un peso medio di soli 3,42 kg (7,5 libbre) ed una lunghezza media (esclusa la coda) di 56,6 centimetri (22,3 pollici), ed una lunghezza totale media di 1,42 metri (56 pollici); nello stesso studio, 42 esemplari femmine presentavano un peso medio di soli 3,52 kg (7,8 libbre), ed una lunghezza media (esclusa la coda) di 59 centimetri (23 pollici), ed una lunghezza totale media di 1,49 centimetri (58,9 pollici), sebbene gli esemplari fuori misura non scuoiati pesassero da 16 a 20 kg (da 35 a 44 libbre). Un altro studio, dalla stessa area e dagli stessi autori, ha stimato in modo simile la massa corporea media per gli esemplari maturi a 20 kg (44 libbre), mentre un altro studio ha rilevato che una serie di esemplari adulti pesava 7,6 kg (17 libbre). Il peso massimo della specie è superiore a 50 kg (110 libbre). In casi eccezionali, è stato segnalato che la specie possa raggiunge anche i 75-90 kg (da 165 a 198 libbre) di peso, sebbene la maggior parte di tali rapporti non siano verificabili e potrebbero essere inaffidabili. Il varano d'acqua è la seconda lucertola più pesante al mondo, dopo il drago di Komodo (V. komodoensis).
I varani d'acqua asiatici hanno corpi robusti e muscolosi, dotati di lunghe code dalla robusta muscolatura e compresse lateralmente. Le squame di questa specie sono carenate; le scaglie presenti sulla parte superiore della testa sono più grandi di quelle situate sul retro. I varani d'acqua asiatici sono caratterizzati dalla loro colorazione marrone scura o nerastra con macchie gialle, che in genere si trovano nella parte inferiore del corpo: questi segni gialli scompaiono gradualmente con l'età. Questa specie è caratterizzata anche da bande nere con bordi gialli che si estendono dietro ciascun occhio. Questi varani hanno un collo molto lungo ed un muso allungato ed affilato. Usano le loro potenti mascelle, i denti seghettati e gli artigli affilati sia per sottomettere le proprie prede sia per difesa contro altri predatori. In cattività, l'aspettativa di vita di questi animali si aggira tra gli 11 e i 25 anni a seconda delle condizioni in cui è tenuto l'animale. In natura, l'aspettativa di vita è notevolmente più breve.

## Distribuzione e habitat

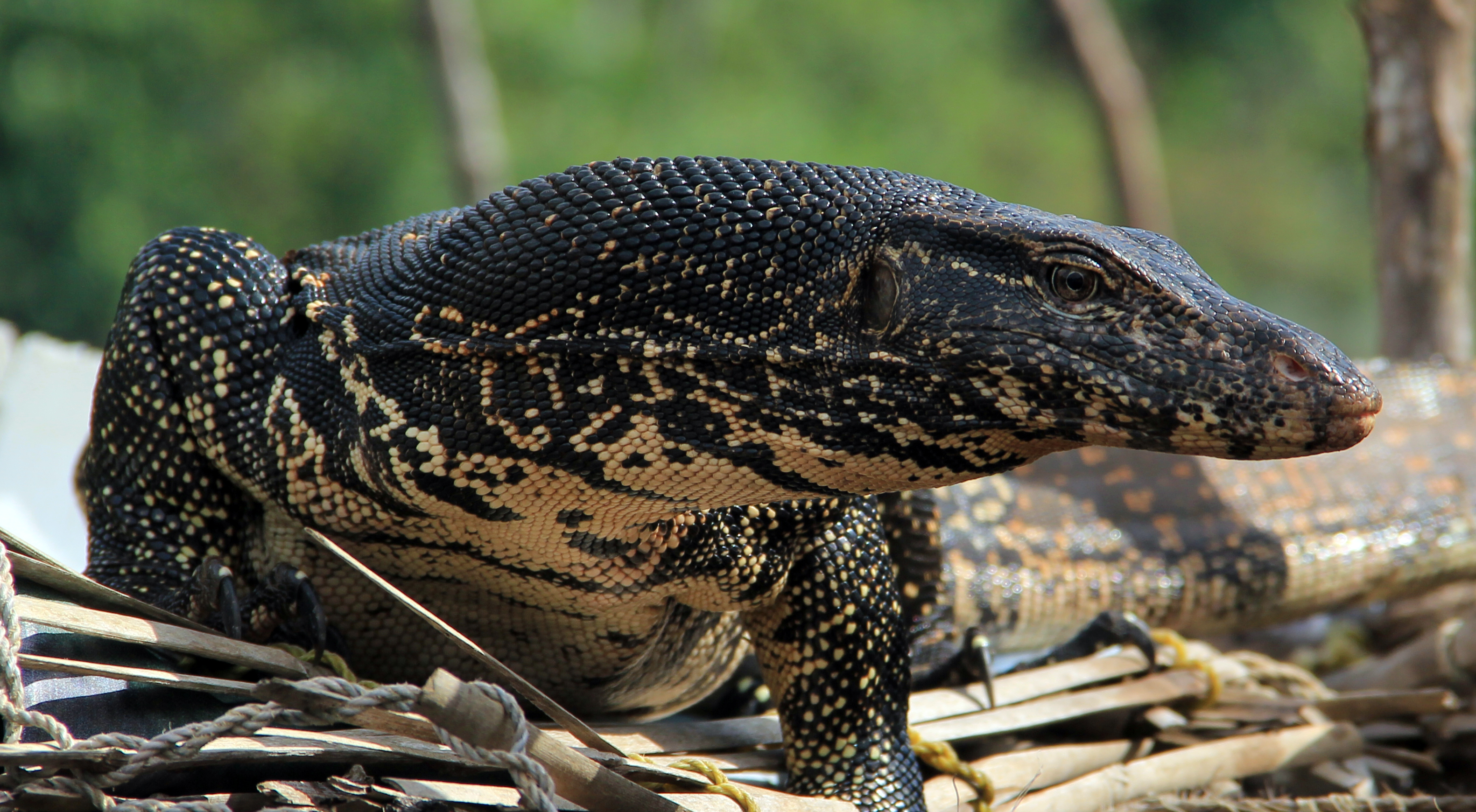
Primo piano della testa di un esemplare adulto

Il varano d'acqua asiatico è ampiamente distribuito in India, Bangladesh, Sri Lanka, Myanmar e Thailandia, Cambogia, Laos, Vietnam, nelle province cinesi di Guangxi e Hainan, Malaysia peninsulare e Singapore, nelle isole della Sonda, Sumatra, Giava, Bali, Borneo e Sulawesi. Abita principalmente le zone umide ricche d'acqua dolce e/o salmastra. È stato trovato fino ad un'altitudine di 1.800 metri (5.900 piedi).
I varani d'acqua asiatici sono rettili semi-aquatici e opportunisti; abitano una gran varietà di habitat anche se, prevalentemente, questa specie predilige le foreste primarie e le paludi di mangrovie. Questi varani inoltre non sembrano essere troppo intimoriti dalla presenza degli uomini, e possono essere trovati anche in aree rurali abitate. Infatti, sono stati spesso avvistati in aree agricole e nelle città che hanno sistemi di canali (come nello Sri Lanka, dove non sono cacciati o perseguitati dagli umani poiché tengono le città libere dai ratti). Tuttavia, la riduzione dell'habitat è la deforestazione limita l'areale di questa specie, che necessita di un habitat ricco d'acqua e vegetazione. Gli habitat prediletti da questa specie sono le foreste di mangrovie, paludi e zone umide ad altitudini inferiori ai 1 000 metri.

## Tassonomia
Stellio salvator era il nome scientifico usato da Josephus Nicolaus Laurenti nel 1768 per un esemplare di varano d'acqua.
La famiglia Varanidae contiene quasi 80 specie di varano, tutte appartenenti al genere Varanus. Tuttavia, questo complesso di specie presenta una quantità significativa di incertezze tassonomiche. Le analisi morfologiche hanno iniziato a svelare queste incertezze tassonomiche, ma sono necessari degli studi molecolari per testare e confermare la validità di alcuni raggruppamenti all'interno di questo genere. Iniziative di ricerca come queste sono molto importanti per valutare i cambiamenti nelle valutazioni di conservazione delle varie specie.

### Sottospecie

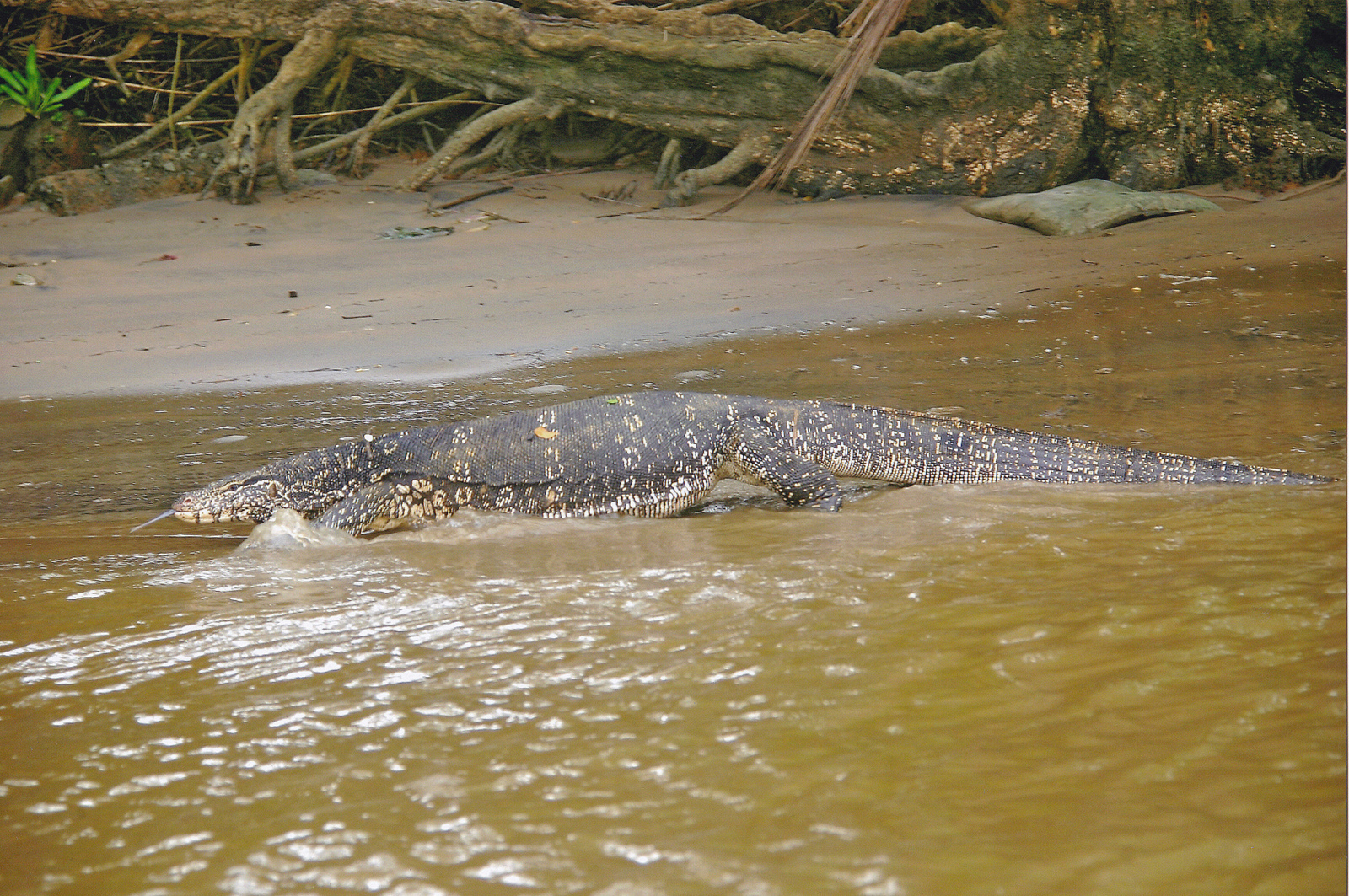
V. s. salvator

- V. s. salvador, varano d'acqua asiatico - è la sottospecie tipo ed è ora limitata allo Sri Lanka, dove è conosciuta come kabaragoya (කබරගොයා) in singalese, e kalawathan in tamil;
- V. s. andamanensis, varano d'acqua di Andamane - abita le Isole Andamane e le Isole Nicobare meridionali;[18] la località tipo è Port Blair;
- V. s. bivittatus (Mertens 1959), varano d'acqua di Java - è comune a Giava, Bali, Lombok, Sumbawa, Flores, Alor, Wetar e in alcune isole vicine all'interno dell'arcipelago della Sonda, in Indonesia; la località tipo è Java;

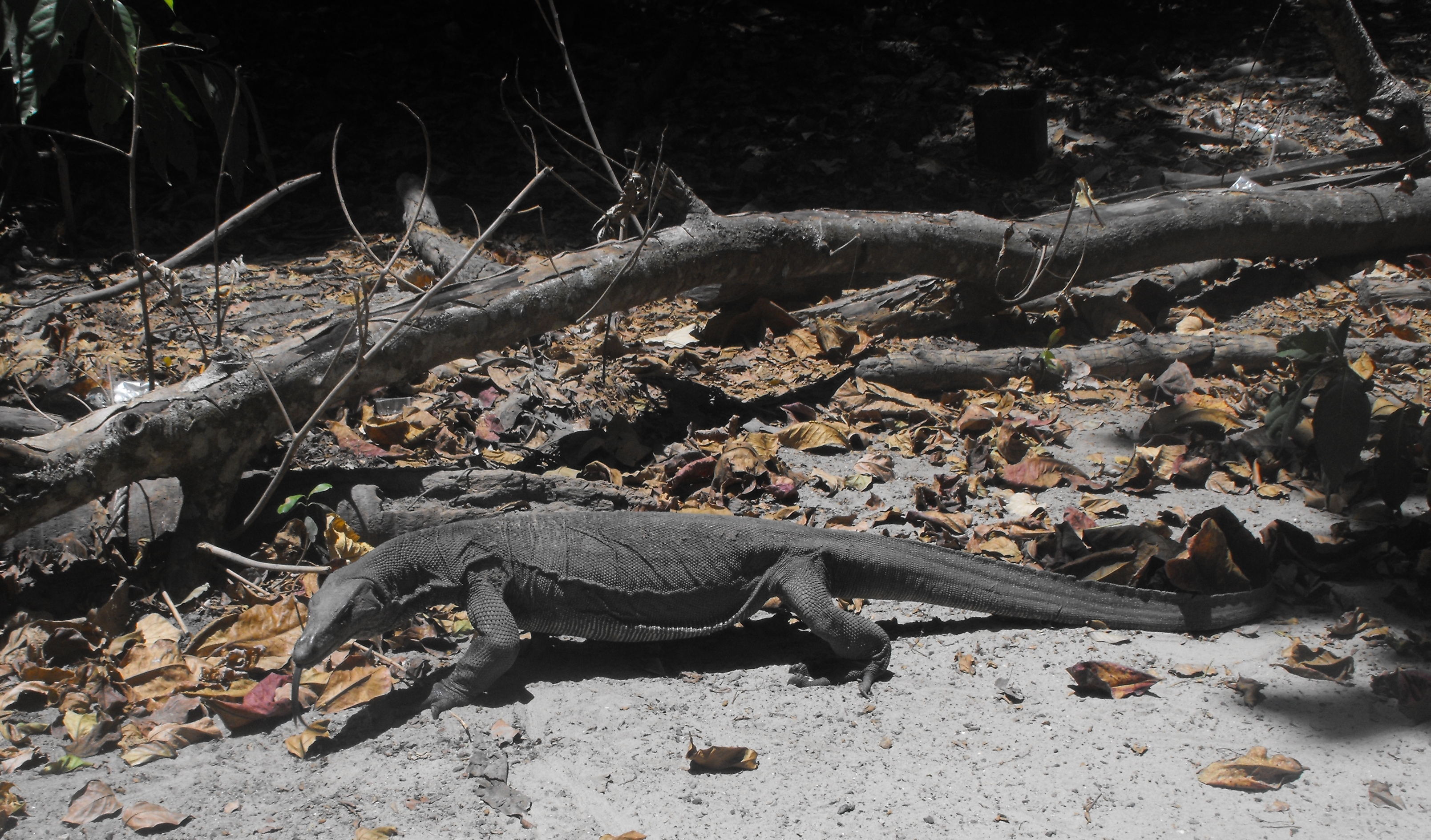
V. s. macromaculatus (melanico)

- V. s. komaini, varano d'acqua nero - dalla Thailandia (località tipo: Amphoe La-ngu, Satun Prov., Thailandia e aree di confine thailandese-malese), era precedentemente classificata come una sottospecie, ma ora è considerata un sinonimo junior e una popolazione melanica di V. s. macromaculatus.[2] È anche noto come "drago nero" o "varano d'acqua nero" (มังกร ดำ, เหี้ย ดำ) in thailandese;[19]
- V. s. macromaculatus, varano d'acqua del sudest asiatico - abita nel sud-est asiatico continentale, a Singapore, a Sumatra, nel Borneo e nelle isole minori associate. L'esemplare tipo è stato catturato in Thailandia;[2][18]
- V. s. ziegleri, Varano d'acqua di Ziegler - dell'isola di Obira;

Originariamente, il varano d'acqua di Mindanao (Varanus cumingi), il varano d'acqua marmorizzato (Varanus marmoratus), ed il varano d'acqua dal collo spinoso (Varanus nuchalis) erano classificati come sottospecie del varano d'acqua asiatico. Nel 2007, tuttavia, sono stati elevati al rango di specie separate.

## Biologia

### Comportamento

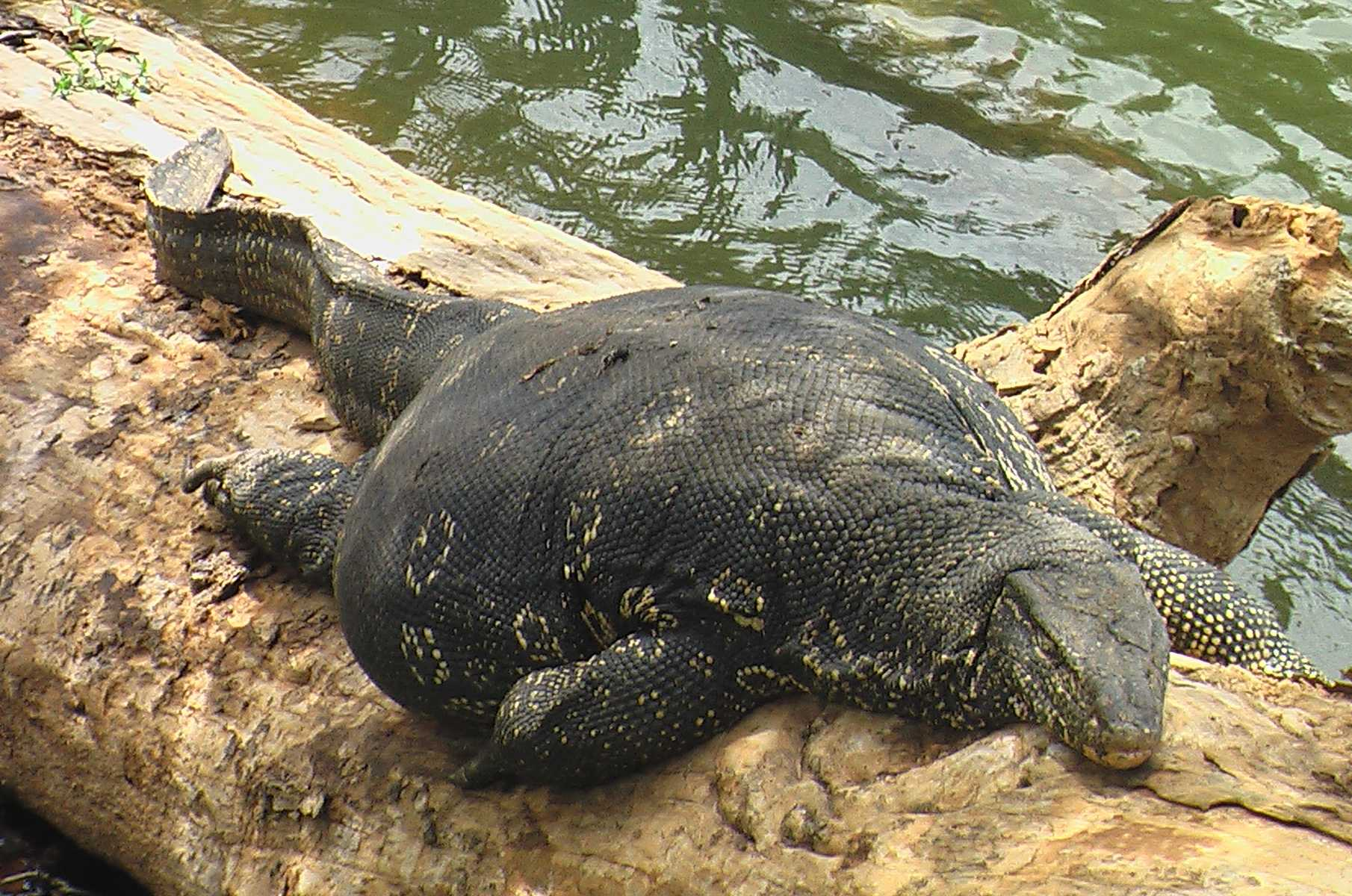
V. s. salvator con la pancia piena al lago Kandy, Sri Lanka. Forse obeso o gravido, o forse entrambi.

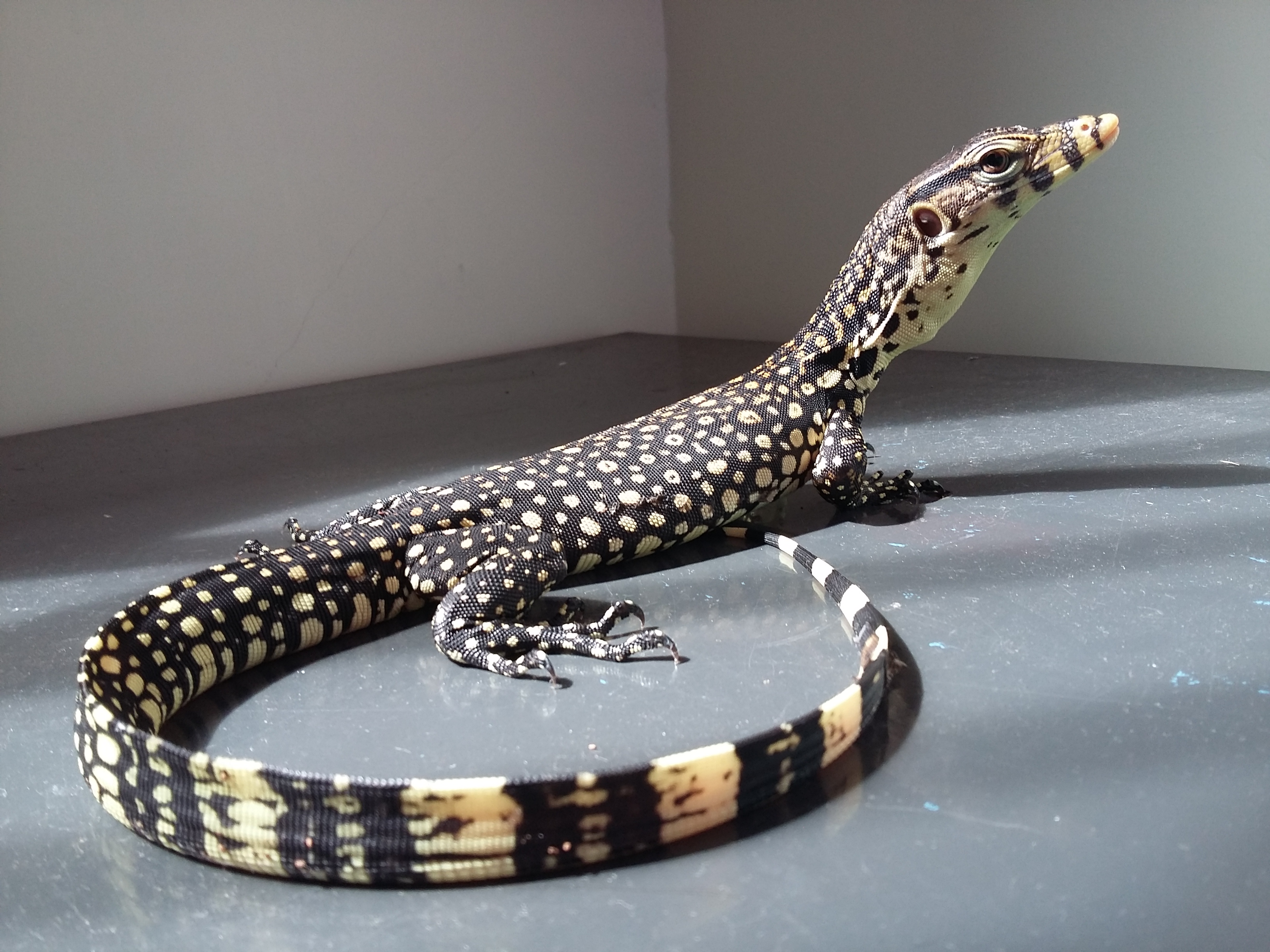
Neonato di varano d'acqua asiatico

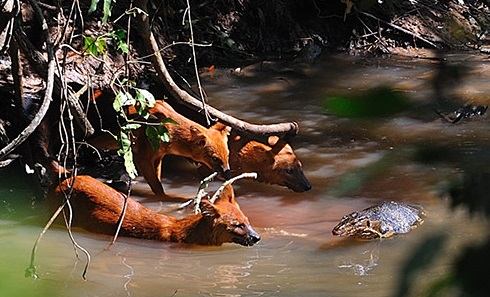
Un gruppo di dhole (Cuon alpinus) fronteggia un varano d'acqua

I varani d'acqua asiatici si difendono usando la coda, gli artigli e le poderose fauci. Sono ottimi nuotatori, usano la sottile pinna rialzata sulla coda per darsi la spinta attraverso l'acqua. Sono carnivori e consumano una vasta gamma di prede, come pesci, rane, roditori, uccelli, granchi e serpenti. È noto che questi animali si nutrono anche di tartarughe, così come giovani e uova di coccodrillo. Sono stati osservati degli esemplari mangiare un pesce gatto in modo simile ai mammiferi carnivori, strappando pezzi di carne con i loro denti affilati mentre tengono ferma la preda con le zampe anteriori.
Si pensa che la predilezione di questa specie per gli habitat acquatici sia una misura di sicurezza contro i predatori. Insieme alla loro dieta generalista, si pensa che ciò contribuisca alla loro plasticità ecologica. Quando minacciati da predatori come il cobra reale (Ophiophagus hannah) questi animali si arrampicano velocemente sugli alberi sfruttando i loro potenti arti e artigli. Se ciò non è sufficiente per sfuggire al pericolo, l'animale salta dagli alberi gettandosi nella sicurezza del suo ambiente acquatico, una tattica simile a quella utilizzata dall'iguana verde (Iguana iguana).
Come il drago di Komodo, il varano d'acqua mangia spesso carogne. Hanno un acuto senso dell'olfatto e possono sentire l'odore di una carcassa anche da molto lontano. Sono noti per nutrirsi anche di cadaveri umani. Se da un lato la loro presenza può essere utile per localizzare una persona scomparsa nelle indagini forensi, dall'altro possono infliggere ulteriori lesioni al cadavere, complicando l'accertamento della causa della morte della vittima.
La prima descrizione del varano d'acqua e del suo comportamento nella letteratura inglese fu scritta nel 1681 da Robert Knox, che lo osservò durante la sua lunga reclusione nel regno di Kandy: “C'è una creatura qui chiamata Kobberaguion, che assomiglia ad un alligatore. Il più grande può essere lungo cinque o sei piedi, macchiato di bianco e nero. Vive per lo più sulla Terra, ma può entrare in acqua e nuotare in essa: ha una lunga lingua biforcuta di colore blu, come un pungiglione, che tira fuori, sibila e spalanca le fauci, ma non morde né punge, anche se il solo aspetto spaventerebbe tutti quelli che non sanno cosa sia. Non ha paura delle persone, ma resterà a bocca aperta e sibilando lungo la strada, e difficilmente si muoverà da lì. Verrà e mangerà Carogne con i Cani e gli Sciacalli, e non ne sarà spaventato, ma se si avvicineranno per abbaiare o morderlo, con la sua coda, che è lunga come una frusta, li taglierà così, e loro scapperanno e ululeranno."
I varani d'acqua devono essere maneggiati con cura. Se agitati questi varani possono infliggere profonde ferite con i loro artigli affilati e procurare morsi dolorosi e profondi, che possono recidere tendini e vene, causando sanguinamento esteso. Il morso di un grosso varano d'acqua domestico è stato descritto dal suo proprietario come "peggiore di quello di un serpente a sonagli".

### Veleno
La possibilità della presenza di veleno nelle specie del genere Varanus è ampiamente dibattuta. In precedenza, si pensava che la capacità di produrre veleno fosse unica di Serpentes (serpenti) e Heloderma (lucertole velenose). Si pensava, infatti, che gli effetti collaterali del morso di Varanus fossero dovuti ai soli batteri presenti nelle fauci dei varani, ma recenti studi hanno dimostrato che le ghiandole velenifere sono probabilmente presenti nella bocca di molte specie, se non tutte. Il veleno può essere utilizzato come meccanismo difensivo per respingere i predatori, per aiutare a digerire il cibo, per sostenere l'igiene orale e possibilmente per aiutare a catturare e uccidere le prede.

### Predatori
I giovani varani d'acqua possono cadere preda di serpenti, uccelli ed altri varani. I varani adulti hanno pochi predatori naturali e negli habitat fluviali da loro frequentati sono predati solo dai coccodrilli marini.

## Minacce
I varani d'acqua asiatici sono animali commercializzati a livello globale e sono il tipo più comune di lucertola esportato dal sud-est asiatico, con 8,1 milioni di esemplari esportati tra il 1998 e il 2007. Il varano d'acqua asiatico è uno dei varanidi più sfruttati; la sua pelle viene utilizzata per accessori di moda come scarpe, cinture e borse che vengono spedite in tutto il mondo, con circa 1,5 milioni di pelli esportate ogni anno. Altri usi includono l'uso di alcune parti del corpo come rimedio per i disturbi della pelle e l'eczema, come fonte di cibo in Indonesia, e come afrodisiaco. Molti esemplari giovani, inoltre, vengono catturati per essere venduti come animali domestici. Tuttavia, gli animali catturati in natura tendono a non sopravvivere in cattività, oltre a poter essere portatori di parassiti ed avere un carattere indomabile ed aggressivo.

## Conservazione

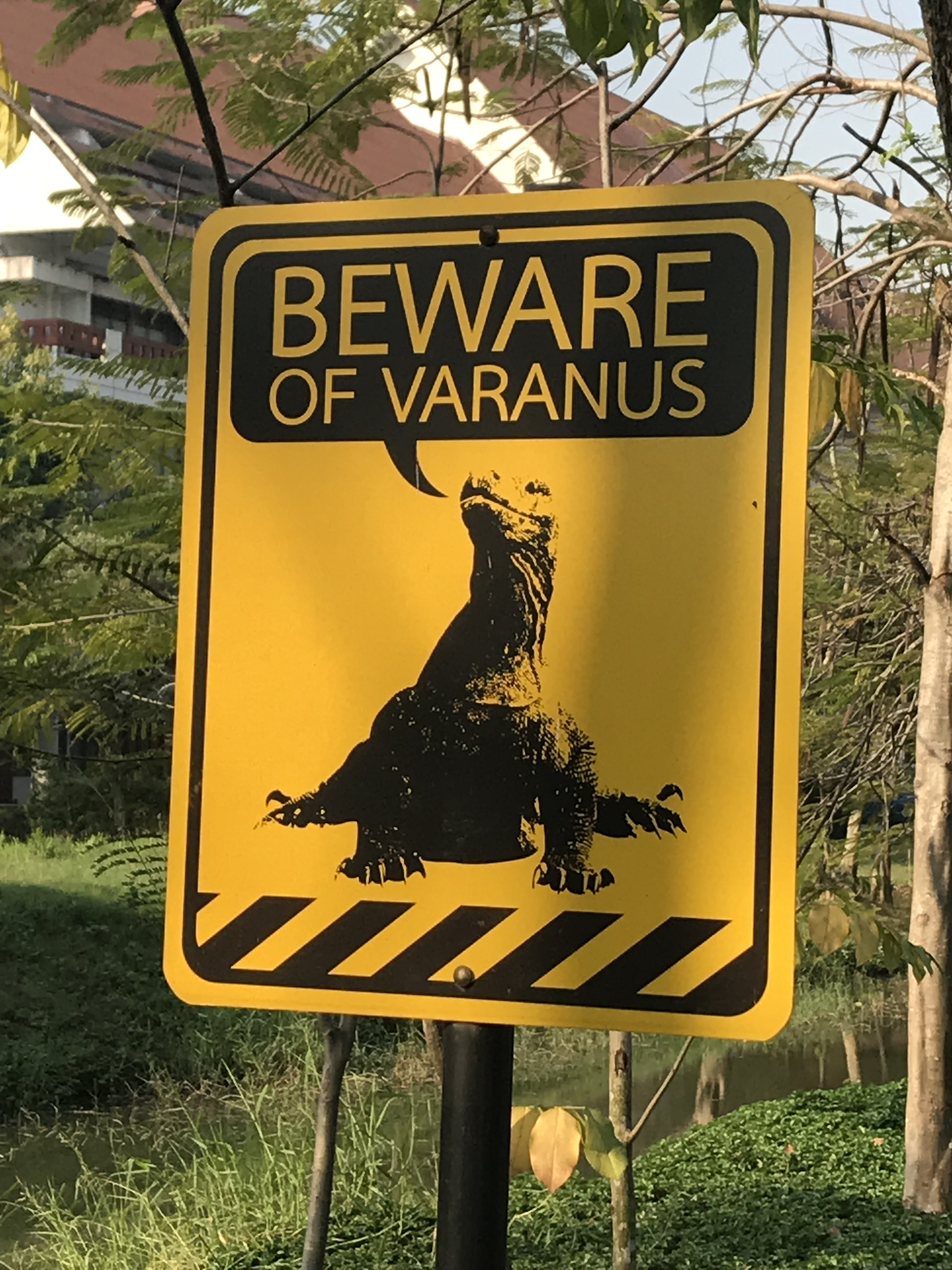
Cartello stradale che segnala la presenza di varani nella zona, in Thailandia

In Nepal, la specie protetta ai sensi del Wild Animals Protection Act del 2002. A Hong Kong, è una specie protetta ai sensi del Wild Animals Protection Ordinance Cap 170. In Malesia, questa specie è uno degli animali selvatici più comuni, con numeri paragonabile alla locale popolazione di macachi. Sebbene molti esemplari cadano vittime degli umani a causa di incidenti stradali e crudeltà sugli animali, prosperano ancora nella maggior parte degli stati della Malesia, specialmente nelle boscaglie degli stati costieri orientali, come Pahang e Terengganu. In Thailandia, tutti i varani sono specie protette. È ancora comune nelle grandi aree urbane della Thailandia ed è spesso visto nei canali e nei parchi di Bangkok. Per questo motivo, è elencata come a Rischio minimo nella Lista Rossa IUCN e nell'appendice CITES 2. Queste classificazioni si basa sul fatto che questa specie mantiene una distribuzione geograficamente ampia, e può essere trovata in una varietà di habitat, adattandosi ad habitat disturbati dall'uomo ed è relativamente abbondante in porzioni del suo areale nonostante gli alti livelli di caccia.
La perdita dell'habitat e la caccia hanno sterminato i varani d'acqua dalla maggior parte dell'India continentale. In altre aree sopravvivono nonostante siano cacciati, in parte perché gli esemplari più grandi, comprese le femmine più grandi che possono produrre un gran quantitativo di uova, hanno pelli dure e poco pregiate.
Nello Sri Lanka, è protetto dalla popolazione locale che apprezza la sua dieta a base di "granchi che altrimenti minerebbero le rive delle risaie". È protetto anche perché si nutre di serpenti velenosi.

## Galleria d'immagini

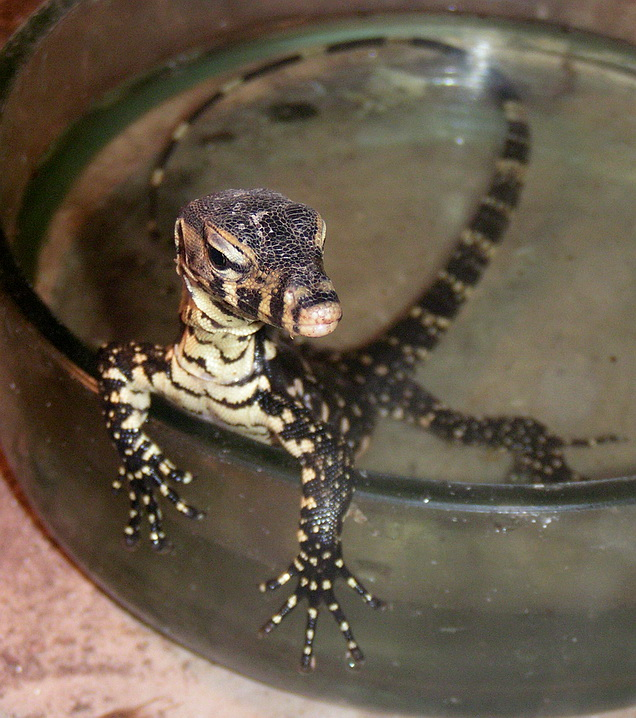
Neonato
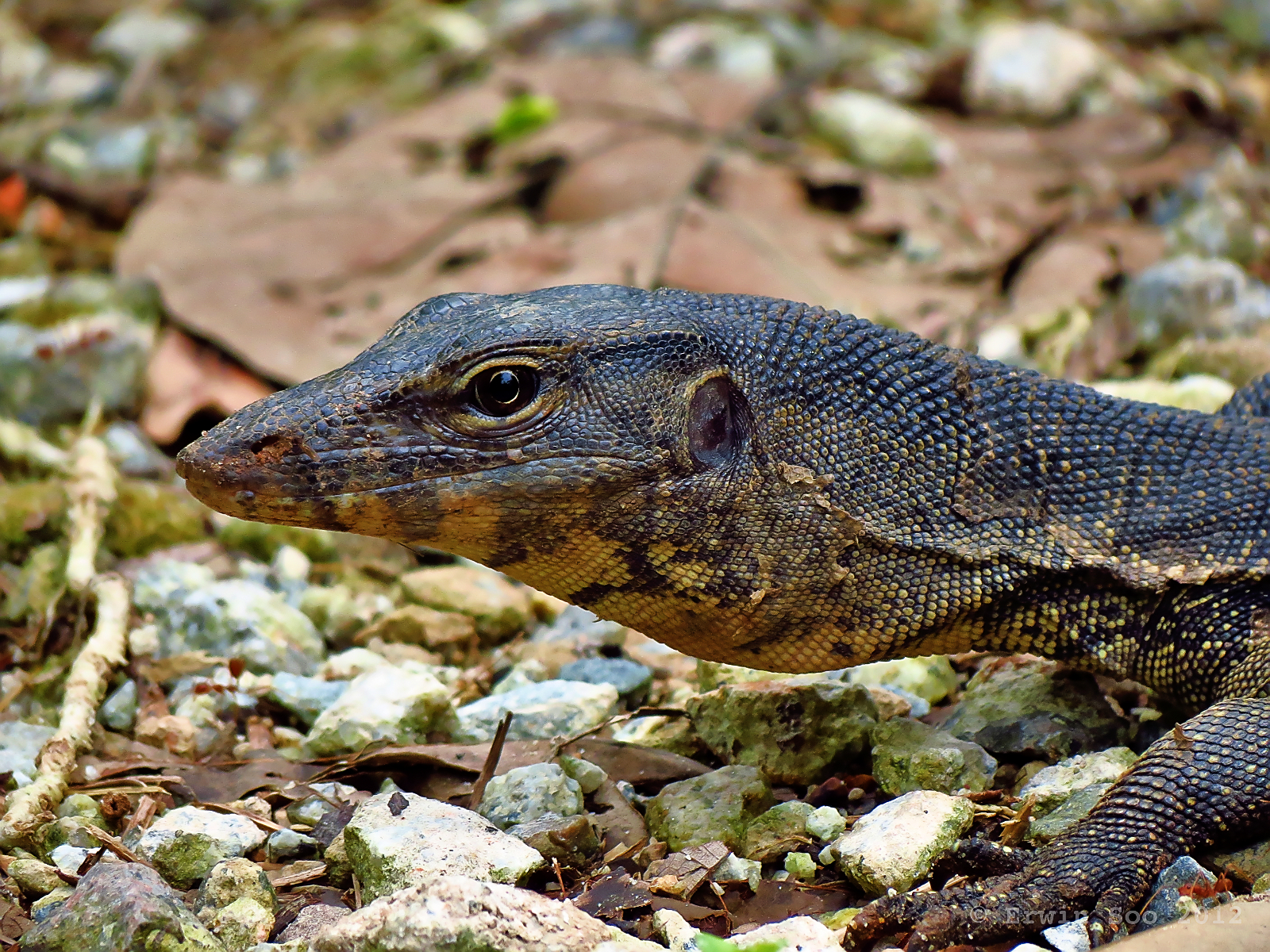
Giovane
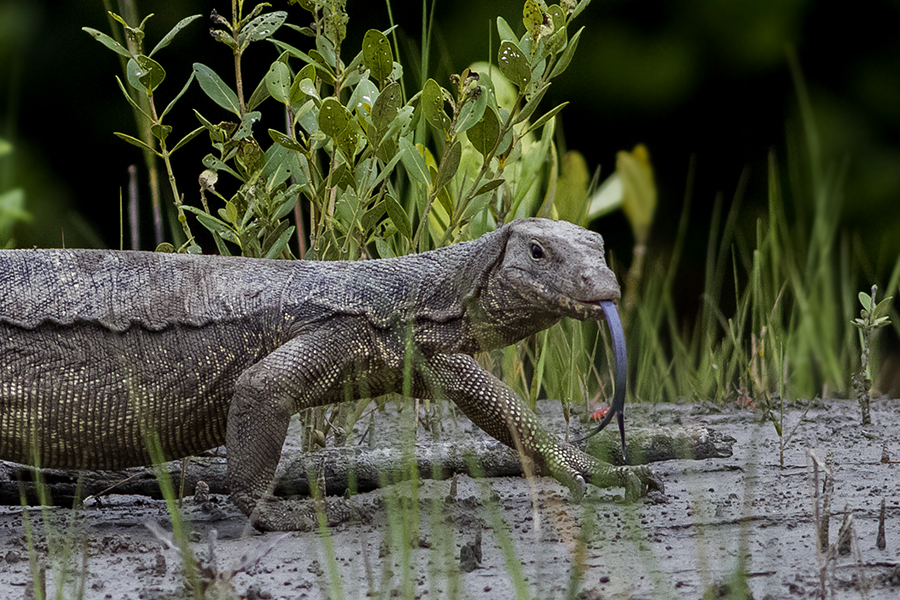
Con la lingua estesa (Sunderbans National Park, India)
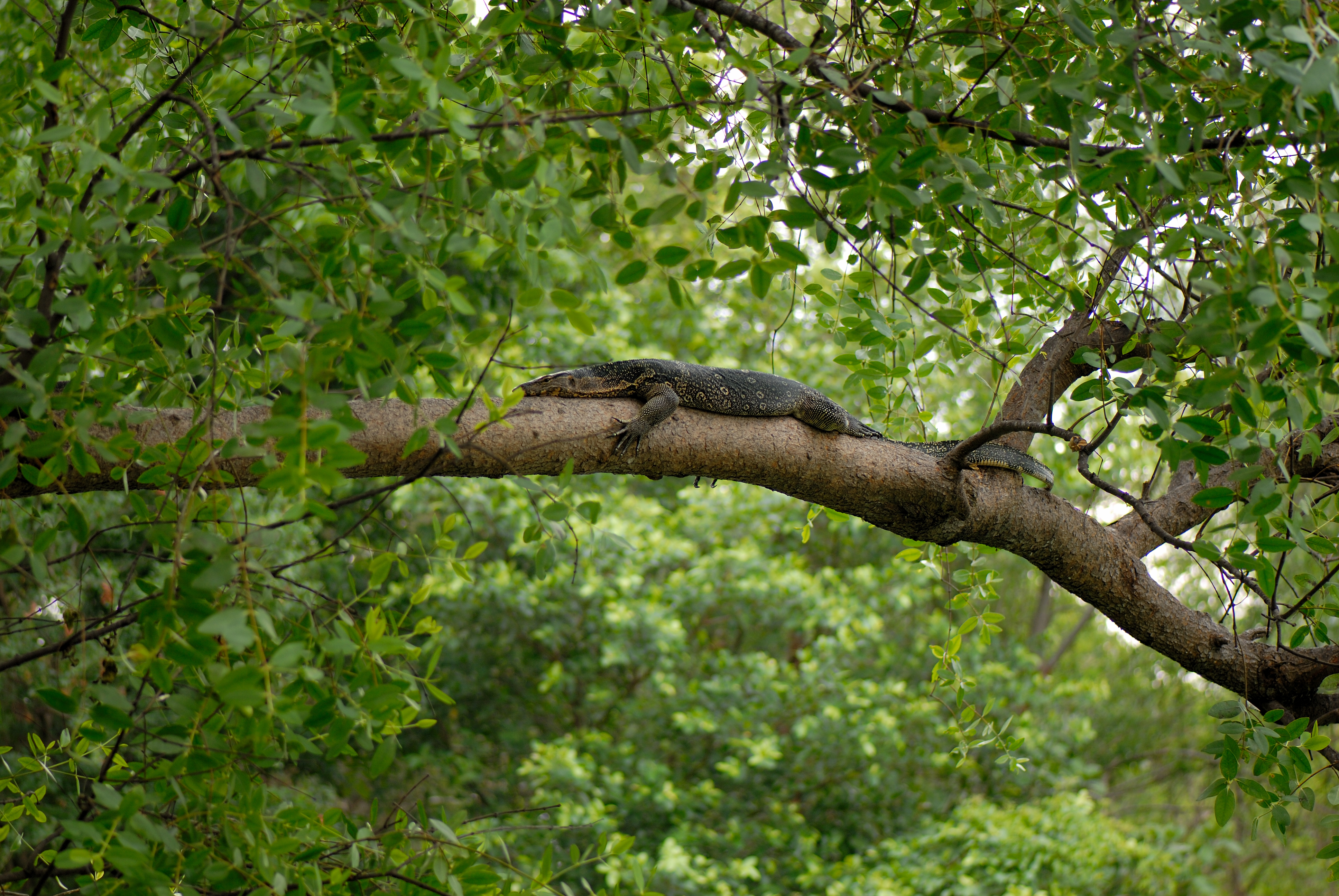
V. s. macromaculatus mentre si riposa su un ramo
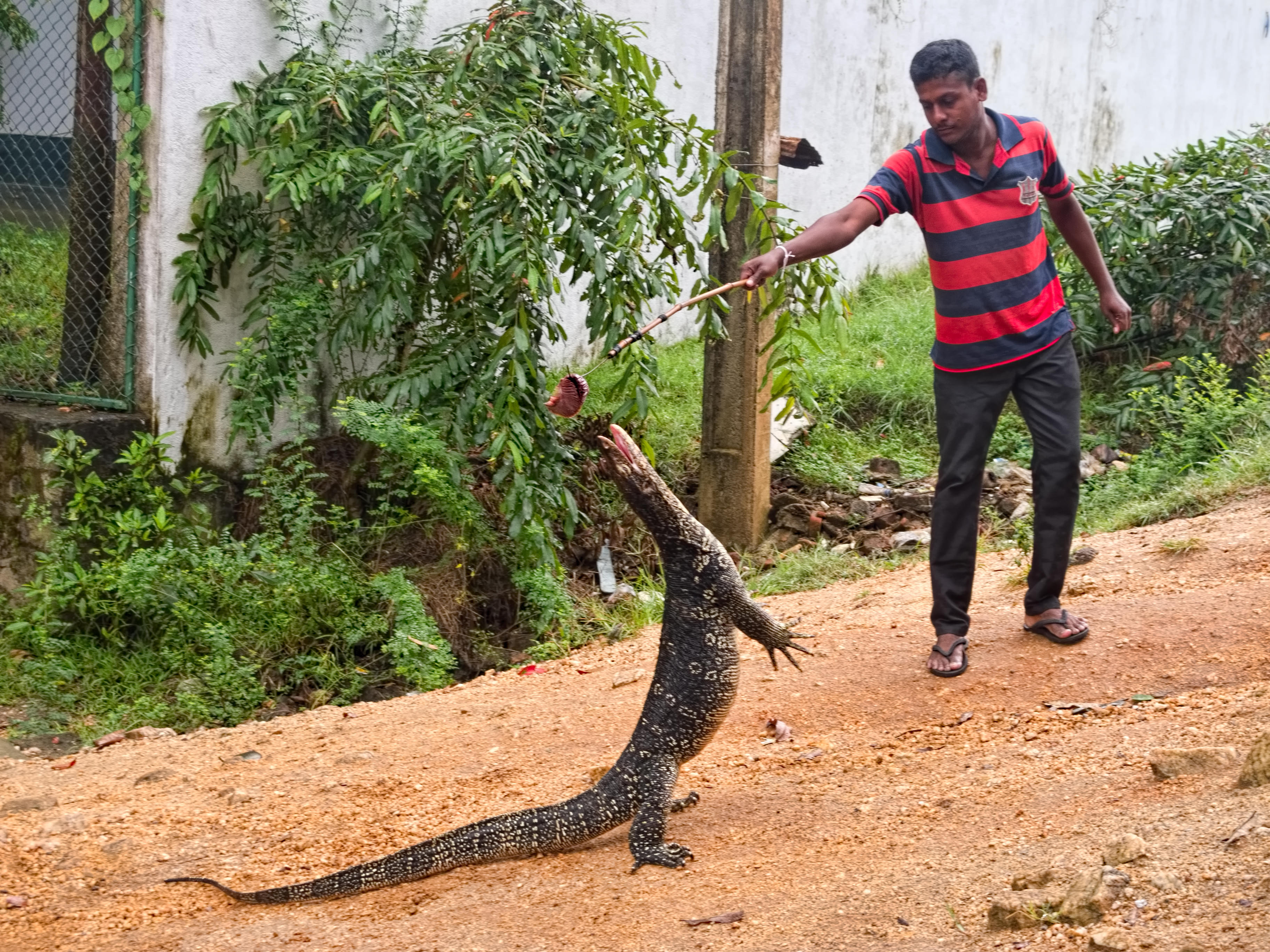
Mentre viene nutrito in un santuario, nello Sri Lanka